# Воробьёв, Александр Васильевич (член Совета Федерации)
Александр Васильевич Воробьёв (24 июля 1942 — 31 октября 2023) — российский государственный деятель, член Совета Федерации.

## Биография
Родился 24 июля 1942. Окончил в 1964 году Воронежский государственный университет по специальности «Преподаватель истории и обществоведения». Директор департамента государственного контроля администрации Воронежской области. С января 1994 по январь 1996 года — депутат Совета Федерации Федерального Собрания Российской Федерации первого созыва от Воронежской области. Избран 12 декабря 1993 года по Воронежскому двух-мандатному избирательному округу № 36. С февраля 1994 года — член Комитета Совета Федерации по вопросам безопасности и обороны.